# Nafessa Williams
Nafessa Williams (Filadelfia, Pensilvania; 4 de diciembre de 1989) es una actriz estadounidense. Es reconocida por su papel como Nicole Gordon en la película de 2011 Streets, por interpretar a Deanna Forbes en la serie televisiva One Life to Live y por su rol como la Dra. Charlotte Piel en el drama de la CBS Code Black. En 2017 realizó una aparición en la serie de Mark Frost y David Lynch Twin Peaks, interpretando a una prostituta llamada Jade.

## Primeros años
Williams nació y se crio en el Oeste de Filadelfia. Asistió a la Robert E. Lamberton High School, luego estudió justicia criminal en la West Chester University y fue pasante en la unidad de homicidios en la oficina del fiscal de distrito.

## Carrera
Williams obtuvo su primer papel importante en 2010 cuando fue seleccionada para actuar junto al rapero de Filadelfia Meek Mill en la película Streets. La cinta fue estrenada en 2012. En marzo de 2011, se anunció que Williams se uniría al elenco de la serie de ABC One Life to Live en el papel de Deanna. Cuando Williams fue a la audición, el personaje se suponía que aparecería solo en tres episodios. Sin embargo, para el momento de su debut en la serie, Williams había firmado un contrato por cuatro años. Un mes después, se anunció que ABC había decido cancelar la serie. Fue liberada tempranamente de su contrato y apareció por última vez en el programa en julio de 2011.
En marzo de 2012, Williams anunció que aparecería en la novela de la CBS The Bold and the Beautiful. Su debut en la serie se produjo el 8 de mayo de 2012. Sin embargo, su papel no tuvo gran relevancia y únicamente apareció en dos episodios. En 2015, trabajó en la película producida por Queen Latifah Brotherly Love, junto a Keke Palmer. En abril de 2016, fue elegida para aparecer en la continuación, transmitida por Showtime, de Twin Peaks, serie dramática de ABC de los años 90. En julio de 2016, fue seleccionada en el papel recurrente de Charlotte en la serie dramática de CBS Code Black. En 2017, Williams fue elegida para el papel de Anissa Pierce en la serie de Mara Brock Akil y Greg Berlanti de 2018 Black Lightning.
Entre mayo y junio de 2019, Williams, el historietista de DC Comics Jim Lee, el escritor Tom King y sus compañeras de las series de la cadena CW Candice Patton y Danielle Panabaker realizaron un tour de cinco bases militar estadounidenses en Kuwait con la United Service Organizations (USO), donde visitaron al personal militar de casi 12.000 personas en aquel país como parte de la celebración de DC por los 80 años de Batman.

## Filmografía

### Cine y televisión
| Año       | Título                     | Rol                 | Notas            |
| --------- | -------------------------- | ------------------- | ---------------- |
| 2011      | Streets                    | Nicole Gordon       | Película         |
| 2011      | One Life to Live           | Deanna Forbes       | TV, 33 episodios |
| 2012      | The Bold and the Beautiful | Margo Ivey          | TV, 2 episodios  |
| 2014      | The Dirty 30               | Samantha Kimm       | Película         |
| 2014      | Survivor's Remorse         | Adina Parker        | TV, 1 episodio   |
| 2015      | Whitney                    | Kim                 | Película para TV |
| 2015      | Brotherly Love             | Simone              | Película         |
| 2015      | Real Husbands of Hollywood | Eboni               | TV, 1 episodio   |
| 2015      | The Man in 3B              | Krystal             | Película         |
| 2016      | True to the Game           | Sahirah             | Película         |
| 2016      | Restored Me                | Monica Berry        |                  |
| 2016      | NBA 2K17                   | Tiffany Rasberry    | Videojuego       |
| 2016      | Code Black                 | Dra. Charlotte Piel | TV, 4 episodios  |
| 2016      | Asterisk                   | Angela              | Cortometraje     |
| 2017      | Burning Sands              | Toya                |                  |
| 2017      | Twin Peaks                 | Jade                | TV               |
| 2018-2021 | Black Lightning            | Anissa Pierce       | TV               |